# Тайрос-9
Тайрос-9 (англ. TIROS 9, Television and InfraRed Observation Satellite — укр. Супутник телевізійного й інфрачервоного спостереження), інші назви Тайрос-Ай (англ. TIROS-I), Ей-54 (англ. A-54, Applications — укр. Застосування) — американський метеорологічний супутник. Перший супутник серії Тайрос, виведений на майже полярну орбіту, що збільшило тривалість перебування апарата над освітленою Сонцем поверхнею Землі і тим самим зросла тривалість роботи телекамер.
Тайрос-9 створювався для випробування вдосконалених можливостей отримання телевізійних зображень хмарного покриву Землі і перевірки системи ТОС (англ. TOS, TIROS Operational System).
За 1238 діб роботи апарат передав 88 892 зображення хмарного покриву Землі.

## Опис
Апарат був призмою з вісімнадцятикутною основою з алюмінієвого сплаву і нержавіючої сталі діаметром 107 см, висотою 48 см, масою 130 кг. На зміцнені нижній основі розташовувалась більшість систем. Нагорі розташовувалась антена для прийому наземних команд. В нижній частині діагонально відносно основи розташовувались чотири дипольні антени для передачі телеметрії на частоті 235 МГц. Згори і з боків апарат був вкритий 9200 сонячними елементами розміром 1×2 см, що використовувались для заряджання 21 нікель-кадмієвої батареї. Навколо нижньої основи було змонтовано три пари невеликих твердопаливних двигунів для підтримки швидкості обертання 8-12 обертів на хвилину, що стабілізувало апарат в польоті.
Вісь обертання була зорієнтована з точністю 1-2 градуси завдяки використанню магнітного контролю висоти системи ҐОМАК (англ. QOMAC, Quarter-Orbit Magnetic Attitude Control), для чого навколо зовнішньої поверхні апарата було намотано 250 витків дроту. Взаємодія між індукцією магнітного поля супутника і магнітного поля Землі створювала необхідний крутний момент для орієнтації.
Супутник мав дві телевізійні камери з відиконами діаметром 1,27 см з широким (104°) кутом огляду для фіксації зображень хмарного покриву Землі. Камери розташовувались опозитно (з кутом 180° між ними) одна до одної на бічних сторонах супутника і під кутом 64° до осі обертання апарата.
Зображення в зонах прийому передавались на дві приймальні наземні станції, під час несприятливої погоди і поза зонами прийому дані записувались на бортовий плівковий магнітофон для передачі згодом.

## Політ
22 січня 1965 року о 07:52 UTC ракетою-носієм Тор-Дельта-Сі/Дельта-Сі з космодрому Мис Канаверал відбувся запуск апарата Тайрос-9. Внаслідок збою в системі управління апарат вийшов на еліптичну орбіту замість запланованої колової сонячно-синхронної.
13 лютого 1965 року було складено перше зображення усього хмарного покриву Землі, для цього було створено фотомозаїку з 450 знімків.
1 квітня 1965 року вийшла з ладу одна камера.
26 липня 1965 року припинила роботу інша камера, після цього вона періодично вмикалась.
15 лютого 1967 року супутник було відключено.